# Sebastian (Cockney Rebel)
Sebastian is de debuutsingle van Cockney Rebel en werd geschreven door zanger Steve Harley. Op 31 augustus 1973 werd het nummer op single uitgebracht. In november van dat jaar verscheen het op het debuutalbum van Cockney Rebel, The human menagerie.

## Achtergrond
Steve Harley begon in 1971 met optreden met Folkmuziek in bars in Londen. In 1972 legde hij zich meer toe op het zelf schrijven van nummers en begon hij met optreden als straatmuzikant in Londen. In die tijd maakte hij de transitie van folk naar een meer eigen stijl. Als straatmuzikant speelde hij het nummer Sebastian al solo op zijn gitaar.
In 1972 kwam Harley tot de oprichting van Cockney Rebel. De band speelde glamrock en doste zich uit in extravagante en decadente kleding. De populariteit van deze Britse band liet in eigen land enigszins op zich wachten, maar West-Europa pikte de muziek snel op. Later werd Cockney Rebel een echte begeleidingsband en veranderde de naam in Steve Harley & Cockney Rebel.

## Ontwikkeling
De studioversie van Sebastian werd opgenomen in de beroemde Abbey Road Studios met een veertigkoppig orkest en een 24-koppig koor. Deze studio-opname transformeerde het nummer sterk ten opzichte van het nummer zoals Harley het solo op zijn gitaar in de metro van Londen zong: de studioversie heeft veel bombastisch gezang en dito orkestratie. Deze orkestratie werd gedaan door Andrew Powell. Harley zegt hierover in de documentaire Sebastian Busking: "Als het koor en een deel van het arrangement je een gevoel van goddelijkheid geven: dat was zijn interpretatie van mijn wereld." De muziek kan gezien worden als een voortzetting van de stroming die David Bowie en Roxy Music (Bryan Ferry) hebben ingezet. 
Harley is lang onduidelijk gebleven over de betekenis van het nummer. Hij gaf jarenlang aan het waarschijnlijk onder invloed van LSD geschreven te hebben, wat leidde tot een cryptische poëtische tekst die voelt als een koortsdroom. Harley zegt daarover: "LSD creëert zoveel incidenten in je leven, zoveel beelden, zoveel krankzinnigheid en chaos en daarnaast zoveel serene rust als je geluk hebt." Hij gaf daarbij aan dat het nummer geen expliciete betekenis zou hebben: "Ik kan de betekenis niet definiëren. Sebastian is poëzie. Het betekent wat je wilt dat het betekent. Sebastian zijn de buizen en de metro, de reis die ik aflegde om het verhaal te schrijven." Over de naam van het nummer zei hij: "Het is net zoals bij de meeste poëzie, het is een mooi woord. Het smaakt gewoon goed."
Een andere verklaring gaf Harley pas bijna 40 jaar na het verschijnen van het nummer, tijdens een zoomconferentie met fans tijdens de coronapandemie. Journalist Peter Bruyn tekende naar aanleiding hiervan op in Platenblad: "Sebastian is ontleend aan Sint-Sebastiaan, geboren in de derde eeuw na Christus. Hij was een Romeinse soldaat die zich bekeerde tot het christendom. In opdracht van keizer Diocletianus werd hij doorboord met pijlen, maar hij overleefde het. Uiteindelijk werd hij met knuppels vermoord en groeide hij uit tot martelaar en heilige." Harley zei hierover: "Het is uiteindelijk ook niet zo mysterieus, al moet je het wel zien en de aanwijzingen kunnen verbinden."

## Uitgave
Het nummer Sebastian verscheen in november 1973 op het debuutalbum van Cockney Rebel, The human menagerie, en werd in aanloop naar de uitgave van dat album op 31 augustus 1973 de eerste single van de band. 
B-kant van de single was Rock and roll parade (2:54). Dit nummer kreeg pas enige bekendheid toen het in 1990, samen met Judy Teen, verscheen als bonustrack op de cd-uitgave van The human menagerie.
Van Sebastian verschenen in de loop der jaren verschillende live-opnamen, onder meer opgenomen in de Hammersmith Odeon, de Birmingham Symphony Hall en bij de BBC. In de live-versies ontbreekt het scherpe vervormende effect dat in de studioversie aangebracht is over de vocalen van Harley. De live-uitvoeringen hebben een lengte variërend van 7:15 tot 13:31. Deze zijn vaak aanzienlijk langer dan de 6:59 van de studioversie van het nummer.

## Musici
- Steve Harley – zang
- Jean-Paul Crocker – gitaar, mandoline, elektrische viool
- Paul Jeffreys – basgitaar (Fender)
- Milton Reame-James – synthesizers
- Stuart Elliott – slagwerk
- Andrew Powell – orkestarrangementen en dirigent

## Hitnoteringen
De single bereikte de hitlijsten van thuisland het Verenigd Koninkrijk en de Verenigde Staten niet, maar verkocht in Nederland opvallend goed. In Nederland werd de plaat op 8 november 1973 verkozen tot de 141e Troetelschijf van de week op Hilversum 3. Vervolgens werd het een grote hit. De plaat bereikte in zowel de Veronica Top 40 op Radio Veronica als de Daverende 30 / Hilversum 3 Top 30 de 2e positie. De single stond uiteindelijk 11 weken in de Top 40 genoteerd. De band trad ter promotie op in AVRO's Toppop en hield in Nederland concerten in onder meer in het Shaffy-theater in januari 1974 en op Pinkpop op 3 juni 1974.
Sebastian verkocht ook in België goed met één week een nummer 2-notering in de voorloper van de Vlaamse Ultratop 50 en twee weken een nummer 1-notering in de Vlaamse Radio 2 Top 30. In Wallonië werd de nummer 1-positie bereikt.
In Nederland haalden Steve Harley & Cockney Rebel na Sebastian alleen nog met Judy Teen en Make Me Smile (Come Up and See Me) de hitlijsten. In België werd ook Psychomodo nog een bescheiden hit.
Sinds de allereerste editie in december 1999 staat Sebastian onafgebroken genoteerd in de jaarlijkse NPO Radio 2 Top 2000 van NPO Radio 2. De hoogste notering was de 49e positie in 2001.

### Nederlandse Top 40
| Hitnotering: week 48-1973 t/m week 6-1974 | Hitnotering: week 48-1973 t/m week 6-1974 | Hitnotering: week 48-1973 t/m week 6-1974 | Hitnotering: week 48-1973 t/m week 6-1974 | Hitnotering: week 48-1973 t/m week 6-1974 | Hitnotering: week 48-1973 t/m week 6-1974 | Hitnotering: week 48-1973 t/m week 6-1974 | Hitnotering: week 48-1973 t/m week 6-1974 | Hitnotering: week 48-1973 t/m week 6-1974 | Hitnotering: week 48-1973 t/m week 6-1974 | Hitnotering: week 48-1973 t/m week 6-1974 | Hitnotering: week 48-1973 t/m week 6-1974 | Hitnotering: week 48-1973 t/m week 6-1974 |
| Week:                                     | 1                                         | 2                                         | 3                                         | 4                                         | 5                                         | 6                                         | 7                                         | 8                                         | 9                                         | 10                                        | 11                                        |                                           |
| ----------------------------------------- | ----------------------------------------- | ----------------------------------------- | ----------------------------------------- | ----------------------------------------- | ----------------------------------------- | ----------------------------------------- | ----------------------------------------- | ----------------------------------------- | ----------------------------------------- | ----------------------------------------- | ----------------------------------------- | ----------------------------------------- |
| Positie:                                  | 30                                        | 12                                        | 8                                         | 5                                         | 4                                         | 2                                         | 2                                         | 5                                         | 13                                        | 25                                        | 36                                        | uit                                       |

### Daverende 30 / Hilversum 3 Top 30
| Hitnotering: 01-12-1973 t/m 08-02-1974 | Hitnotering: 01-12-1973 t/m 08-02-1974 | Hitnotering: 01-12-1973 t/m 08-02-1974 | Hitnotering: 01-12-1973 t/m 08-02-1974 | Hitnotering: 01-12-1973 t/m 08-02-1974 | Hitnotering: 01-12-1973 t/m 08-02-1974 | Hitnotering: 01-12-1973 t/m 08-02-1974 | Hitnotering: 01-12-1973 t/m 08-02-1974 | Hitnotering: 01-12-1973 t/m 08-02-1974 | Hitnotering: 01-12-1973 t/m 08-02-1974 | Hitnotering: 01-12-1973 t/m 08-02-1974 |
| Week:                                  | 1                                      | 2                                      | 3                                      | 4                                      | 5                                      | 6                                      | 7                                      | 8                                      | 9                                      |                                        |
| -------------------------------------- | -------------------------------------- | -------------------------------------- | -------------------------------------- | -------------------------------------- | -------------------------------------- | -------------------------------------- | -------------------------------------- | -------------------------------------- | -------------------------------------- | -------------------------------------- |
| Positie:                               | 25                                     | 11                                     | 8                                      | 3                                      | 3                                      | 2                                      | 4                                      | 12                                     | 27                                     | uit                                    |

### NPO Radio 2 Top 2000
| Nummer met noteringen in de NPO Radio 2 Top 2000 | '99 | '00 | '01 | '02 | '03 | '04 | '05 | '06 | '07 | '08 | '09 | '10 | '11 | '12 | '13 | '14 | '15 | '16 | '17 | '18 | '19 | '20 | '21 | '22 | '23 | '24 |
| ------------------------------------------------ | --- | --- | --- | --- | --- | --- | --- | --- | --- | --- | --- | --- | --- | --- | --- | --- | --- | --- | --- | --- | --- | --- | --- | --- | --- | --- |
| Sebastian                                        | 61  | 84  | 49  | 76  | 90  | 92  | 116 | 146 | 151 | 120 | 191 | 172 | 170 | 244 | 334 | 377 | 414 | 495 | 566 | 784 | 768 | 895 | 866 | 956 | 935 | 881 |

1. ↑  Een vetgedrukt getal geeft de hoogste notering aan.

### Evergreen Top 1000
| Evergreen Top 1000 "Sebastian" | Evergreen Top 1000 "Sebastian" | Evergreen Top 1000 "Sebastian" | Evergreen Top 1000 "Sebastian" | Evergreen Top 1000 "Sebastian" | Evergreen Top 1000 "Sebastian" | Evergreen Top 1000 "Sebastian" | Evergreen Top 1000 "Sebastian" | Evergreen Top 1000 "Sebastian" | Evergreen Top 1000 "Sebastian" | Evergreen Top 1000 "Sebastian" | Evergreen Top 1000 "Sebastian" | Evergreen Top 1000 "Sebastian" | Evergreen Top 1000 "Sebastian" | Evergreen Top 1000 "Sebastian" | Evergreen Top 1000 "Sebastian" | Evergreen Top 1000 "Sebastian" |
| Jaar                           | 2008                           | 2009                           | 2010                           | 2011                           | 2012                           | 2013                           | 2014                           | 2015                           | 2016                           | 2017                           | 2018                           | 2019                           | 2020                           | 2021                           | 2022                           | 2023                           |
| ------------------------------ | ------------------------------ | ------------------------------ | ------------------------------ | ------------------------------ | ------------------------------ | ------------------------------ | ------------------------------ | ------------------------------ | ------------------------------ | ------------------------------ | ------------------------------ | ------------------------------ | ------------------------------ | ------------------------------ | ------------------------------ | ------------------------------ |
| Positie                        | -                              | -                              | -                              | -                              | -                              | -                              | -                              | -                              | 285                            | 270                            | 166                            | 162                            | 152                            | 187                            | 221                            | 156                            |